# ハインリヒ＝ヴィルヘルム・アーネルト
ハインリヒ=ヴィルヘルム・アーネルト(ドイツ語: Heinrich-Wilhelm Ahnert、1915年4月29日 - 1942年8月23日)は、ドイツの空軍軍人。最終階級は空軍飛行兵曹長。第二次世界大戦では総撃墜数57機を記録したエース・パイロットであり、その戦功により騎士鉄十字章を受章した。

## 経歴
第二次世界大戦初期、アーネルトは空軍情報将校としてポーランド侵攻やフランス侵攻に参戦した。その後、戦闘機パイロットとしての訓練を受け、第52戦闘航空団第3中隊に加わった。西部戦線では4機を撃墜。1941年10月から東部戦線に移った。1942年7月9日には総撃墜数50機を記録し、最終的に総撃墜数57機(西部:4機、東部:53機)となった。
1942年8月23日、ソ連の双発爆撃機Pe-2を捕捉、交戦に入った。アーネルトの搭乗していたBf109はPe-2の射手により狙撃され、墜落。これにより戦死したが、騎士鉄十字章が追贈された。

## 叙勲
- 鉄十字章
  - 二級鉄十字勲章1939年章
  - 一級鉄十字勲章1939年章
- 空軍前線飛行章
  - 黄金空軍前線飛行章
- 空軍名誉杯 (1942年3月2日)[1][注釈 1]
- ドイツ十字章
  - ドイツ十字章金章 (1942年7月27日)[3]
- 騎士鉄十字章
  - 騎士鉄十字章 (1942年8月23日)[4][注釈 2]